# Adelhelm Dietzel
Adelhelm Dietzel (* 21. Februar 1914 in Plauen; † 17. Juli 1998 in Dresden-Trachau) war ein deutscher Gebrauchsgrafiker und Illustrator.

## Leben und Werk
Dietzel war der Sohn eines Bürgerschullehrers. Er absolvierte nach der Bürgerschule in Reusa bis zum Abitur 1933 die Oberrealschule Plauen. Von 1933 bis 1935 studierte er an der Staatlichen Akademie für Kunstgewerbe in Dresden bei Georg Erler grafische Techniken. Danach arbeitete er als Werbegrafiker für die Industrie in der Dresdner Kunstanstalt Stengel und ab 1938 in der Atelier AG für Kunstdrucke Niedersedlitz. Er wurde 1939 zur Wehrmacht eingezogen und nahm in Belgien, Frankreich, Rumänien, Griechenland und Nordafrika am Zweiten Weltkrieg teil. Er war in der Zweiten Schlacht von El Alamein im Einsatz und geriet in Gefangenschaft. Während des Krieges betätigte er sich auch künstlerisch. So schuf er in Nordafrika Skizzen, Aquarelle und Ölstudien, vor allem von Kriegsereignissen und Landschaften. Sein Aquarell von 1943 Abgeschossen – El Alamein befindet sich im Deutschen Historischen Museum Berlin. Dietzel war dann in US-amerikanischen Lagern in den Staaten Texas und Oregon. 1946 wurde er über Augsburg entlassen. Er ging zurück nach Dresden und arbeitete als Gebrauchsgrafiker und Illustrator. Dabei erhielt er schon bald Aufträge aus der Wirtschaft, z. B. 1948 für ein Repräsentationsheft der Dresdner Gas-, Wasser- und Elektrizitätswerke, das u. a. auch Fotografien von Richard Peter enthält. Für die Zeitschrift Zeit im Bild arbeitete Dietzel als Pressezeichner und Bildredakteur, wobei er etwa 3000 Zeichnungen schuf. Daneben machte er weitere gebrauchsgrafische Arbeiten, u. a. politische Plakate.
Ab 1954 arbeitete Dietzel in Dresden freiberuflich als Gebrauchsgrafiker und Illustrator. Er schuf Illustrationen für eine große Zahl von Büchern, anfangs zumeist zu utopischen Themen und Abenteuerliteratur für junge Leute, dann vor allem zu wissenschaftlichen Sachverhalten mit dem Schwerpunkt Ur- und Frühgeschichte der Menschheit und alte Hochkulturen. Seine Auftraggeber waren allem die Verlage Kultur und Fortschritt, Deutscher Verlag der Wissenschaft, Neues Leben, Das Neue Berlin, Urania, Edition Leipzig und Bild und Heimat. Eines der ersten Bücher war Zauber der Elblandschaft. Fahrten und Gedanken in der Sächsischen Schweiz von Klaus Vogt (Sachsenverlag, Dresden, 1951). 1980 wurde im Wettbewerb Schönste Bücher der DDR das Buch Begegnung mit dem Urmenschen – Die Funde von Bilzingsleben (Autor Dietrich Mania; Urania-Verlag) ausgezeichnet. Für die Neue Berliner Illustrierte und die Zeitschrift Freie Welt fertigte er u. a. Illustrationen zu populärwissenschaftlichen Beiträgen. Er schuf größere Bildserien über die Ur- und Frühgeschichte der Menschheit und die alten Hochkulturen. Für industrielle Großbetriebe entwarf Dietzel Werbe-Materialien, z. B. 1964 für ein Magazin-Sonderheft des VEB Cosid-Werke Coswig.
Ab 1964 betätigte Dietzel sich intensiv ehrenamtlich in der Archäologie. So beteiligte er sich 1974 an der Erforschung der Fundstellen der paläolithischen Funde von Markkleeberg und Bilzingsleben.
Dietzel war bis 1990 Mitglied des Verbands Bildender Künstler der DDR. Er war mit Christa Dietzel verheiratet.
Ein Teilnachlass Dietzels befindet sich im Stadtarchiv Dresden, ein großer Bestand an wissenschaftlichen Zeichnungen Dietzels mit ur- und frühgeschichtlichem Schwerpunkt im Naturkundemuseum Leipzig.

## Ausstellungen (unvollständig)

### Einzelausstellungen
- 1956: Plauen, Vogtländisches Heimatmuseum

### Teilnahme an zentralen und wichtigen regionalen Ausstellungen in der DDR
- 1972 und 1974: Dresden, Bezirkskunstausstellungen
- 1977/1978: Dresden, VIII. Kunstausstellung der DDR (mit der Titelillustration zu Helmut Lindner: Kraftquell Kernenergie; 1975 im Urania-Verlag)